# جان تشارلز بريسارد
ولد جان تشارلز بريسارد (بالفرنسية: Jean-Charles Brisard)‏ في 13 ماي 1968 في ديجون، هو مستشار دولي فرنسي وخبير في الإرهاب. ومدير شركة استخبارات خاصة، متخصصة في مسألة تمويل المنظمات الإرهابية الإسلامية. العدل يقدمه على أنه المراسل المحترم لأجهزة الأمن الفرنسية.